# Frank Weston Benson

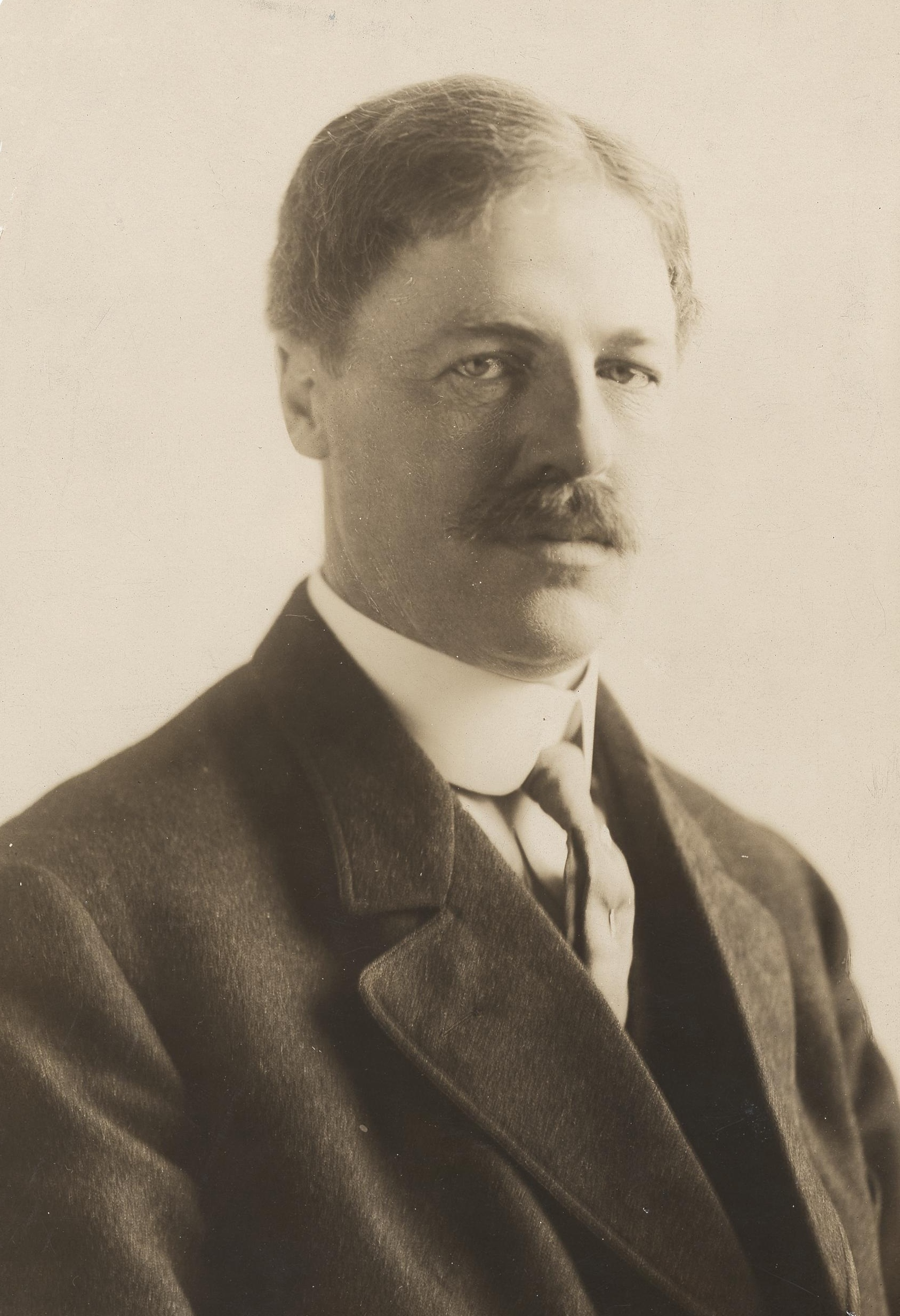
Frank Weston Benson (etwa 1895)

Frank Weston Benson (* 24. März 1862 in Salem, Massachusetts; † 14. November 1951 ebenda) war ein US-amerikanischer Maler des Impressionismus.

## Leben und Werk

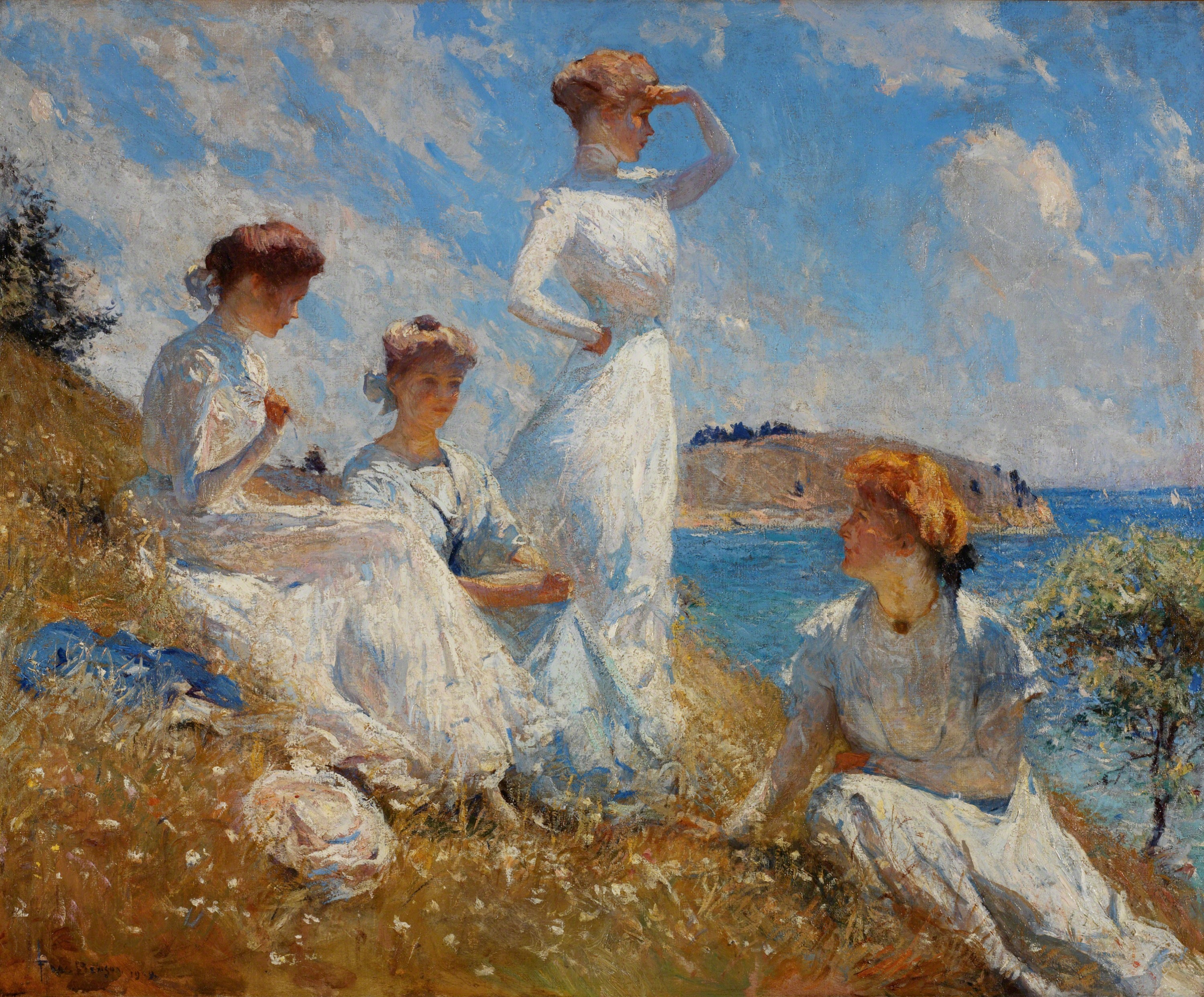
Sommer (1909)

Benson war der Sohn von George Wiggin Benson, einem wohlhabenden Baumwollhändler, und Elisabeth Frost Poole. Als Kind wollte Benson vogelkundlicher Illustrator werden. In seiner Freizeit jagte und fischte er, was sich in Tierdarstellungen widerspiegelt. Werke aus dieser Schaffensperiode sind im Museum of American Bird Art ausgestellt. Er steuerte auch Illustrationen für die Enzyklopädie A natural history of the ducks von John Charles Phillips bei. Auch exotische Souvenirs seines Großvaters Samuel Benson, der zur See fuhr, finden sich in Gemälden wieder.

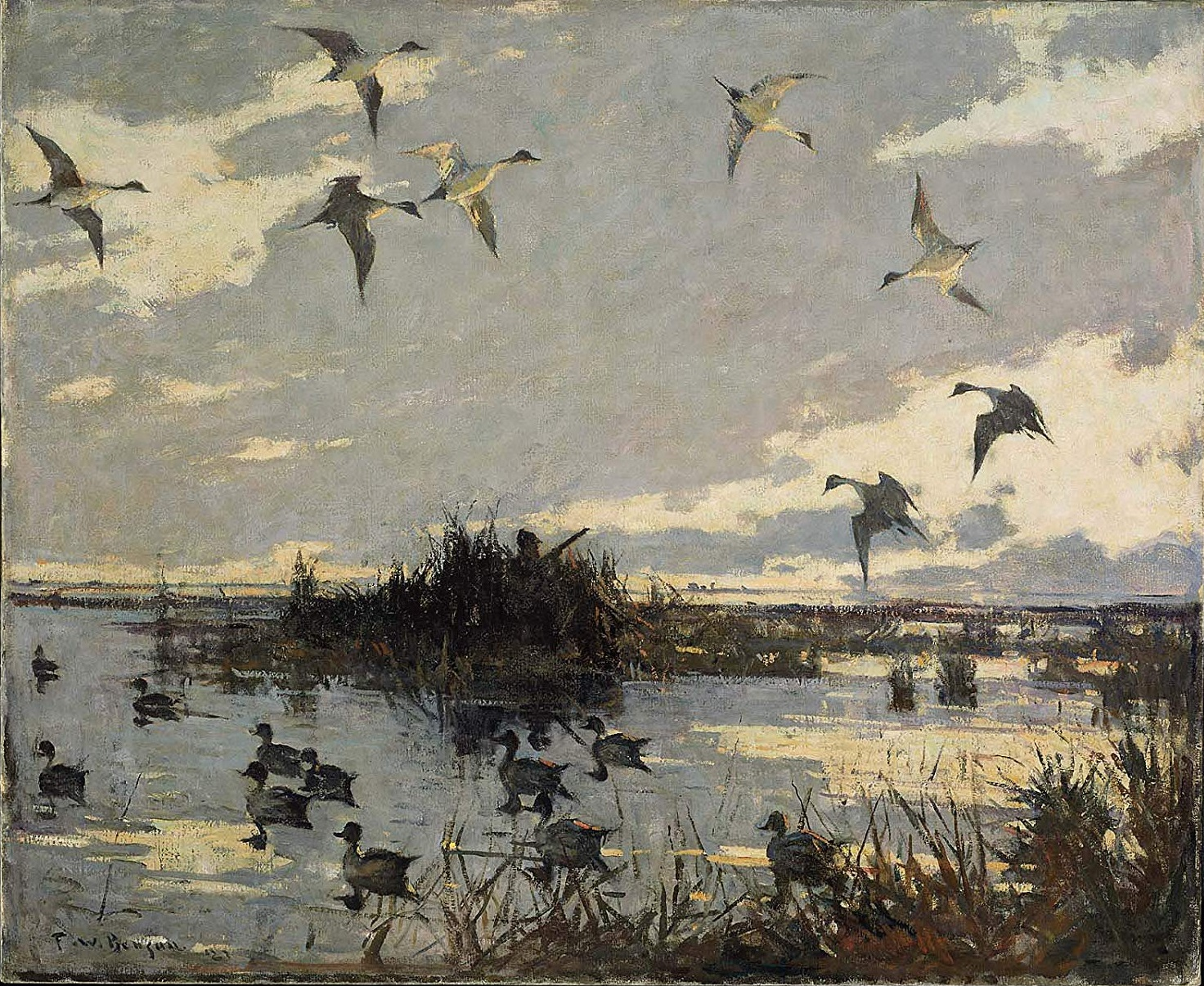
Angelockte Spießenten (1921)

Benson war drei Jahre lang Schüler Emil Otto Grundmanns an der Kunstschule des Museum of Fine Arts in Boston. 1883 ging Benson nach Paris und setzte sein Studium an der Académie Julian unter der Anleitung von Jules-Joseph Lefebvres sowie Gustave Boulangers fort. Am Museum of Fine Arts lernte er Edmund C. Tarbell kennen und war auch selbst Lehrer, unter anderem von Lucy Hayward Barker.
Indem er Ölgemälde mit hellen Farben und groben Strichen im Freien fertigte, folgte er dem Gedanken der plein air-Malerei der französischen Impressionisten. Von ihm ist das Zitat „Ich folge dem Licht, woher es kommt, wohin es geht“ überliefert. Darüber hinaus fertigte er Stiche, Aquarelle und Wandbilder an.
Benson war als Maler sowohl kommerziell als auch bei der Kritik erfolgreich. Zu seinen Sammlern gehörte Annie Swan Coburn. Nach seinem Austritt aus der Society of American Artists 1897 stellte er gemeinsam mit einer Gruppe amerikanischer Maler namens „die Zehn“ aus, zu der auch Childe Hassam, William Merrit Chase und Julian Alden Weir zählten. Heute wird er zur Bostoner Schule gezählt.
Von Benson stammen Wand- und Deckengemälde der amerikanischen Kongressbibliothek. Benson wurde vielfach ausgezeichnet, unter anderem 1893 auf der Weltausstellung in Chicago. 1926 wurde er in die American Academy of Arts and Sciences gewählt. 1932 nahm er an den Kunstwettbewerben der Olympischen Sommerspiele in Los Angeles teil.
1888 hatte er Ellen Perry Peirson (1860–1954) in Salem geheiratet. Das Paar hatte drei Töchter und einen Sohn. Seine Grabstätte befindet sich auf dem Harmony Grove Cemetery in Salem, Massachusetts.